# Curmans villor
Curmans villor är två villor formgivna i fornnordisk stil och uppförda i slutet av 1800-talet i Lysekil.

## Historik
Carl Curman lät uppföra två bostadshus invid Lysekils badinrättning. Husen är prefabricerade och byggdes av AB Ekmans Mekaniska Snickerifabrik i Stockholm och monterades på plats. Det första huset på platsen uppfördes 1873 och annexet Lillstugan 1878. Efter det att Storstugan brunnit, uppfördes en ny 1880 med Hugo Hörlin som arkitekt.
Husen är ritade i fornnordisk stil, med förebilder både i kontinentala hus i schweizerstil och norska äldre trähus, och ornamenterade med drakar och ormar. De är väl bevarade från sekelskiftet såväl utvändigt som invändigt. Möblerna i ek är formgivna av August Malmström och friserna med motiv ur Sigurd Fafnesbanes saga i Storstugans högloftssal gjorda av Hanna och Mårten Eskil Winge.
Villorna förvaltas idag av släktingar till Carl och Calla Curman genom AB Curmans villor i Lysekil.  De är byggnadsminnesförklarade.

## Fotogalleri

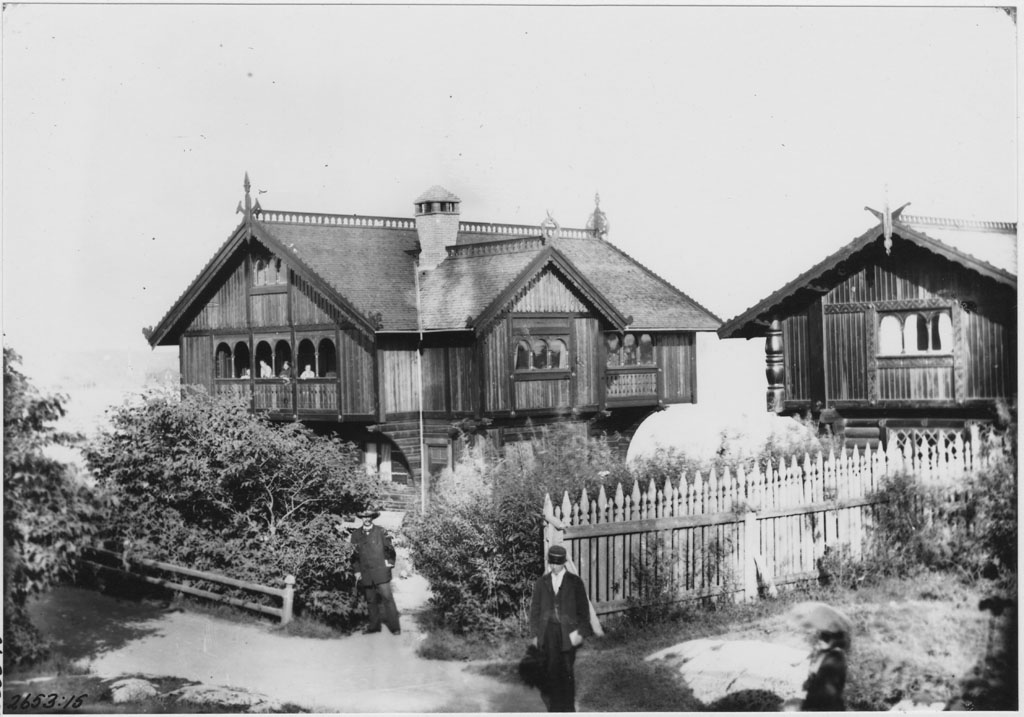
Curmanska villorna, 1880-talet. Foto: Carl Curman
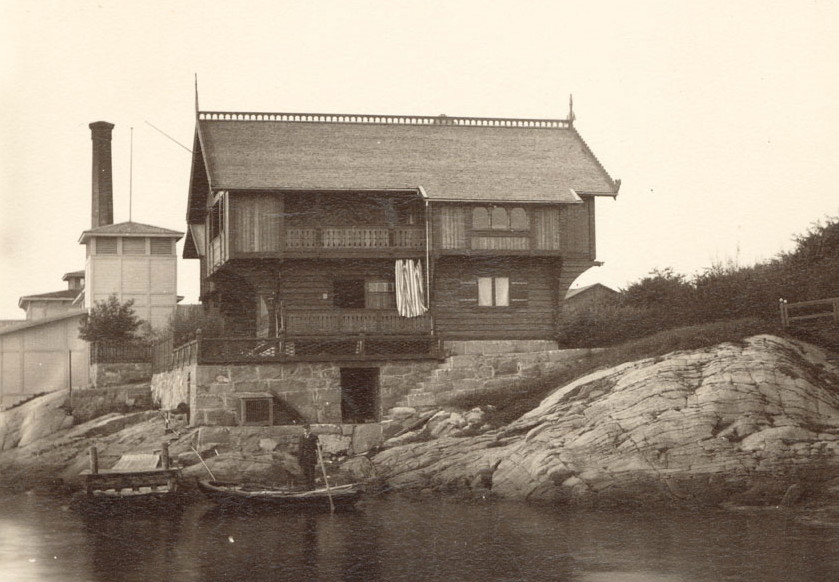
Curmans andra villa, efter 1880 Foto: Carl Curman
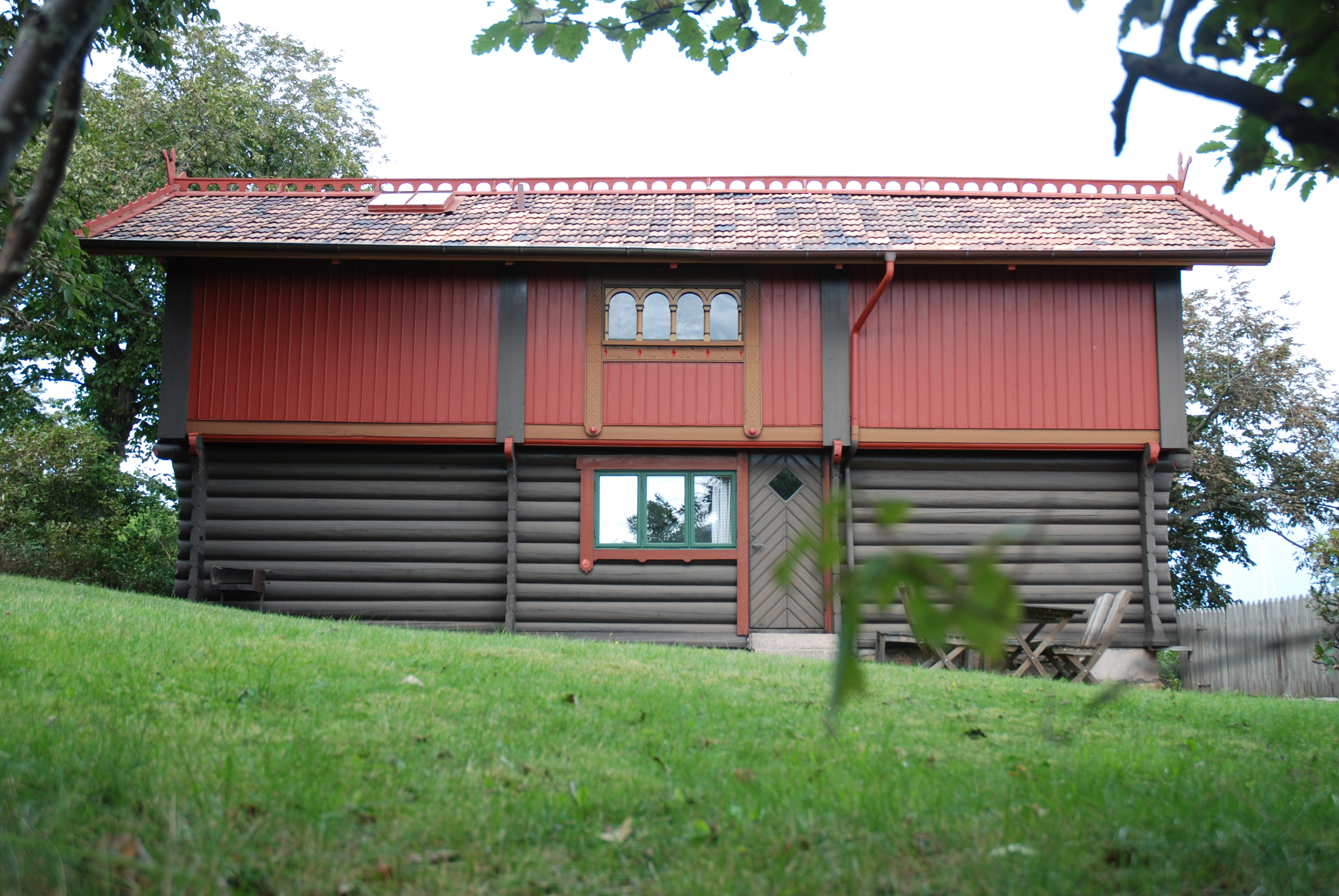
Lillstugan